# Чумак, Галина Владимировна
Галина Владимировна Чумак — заслуженный работник культуры Украины, директор Донецкого областного художественного музея, председатель лиги греческих творческих деятелей «Галатея», Вице-президент Украинского национального комитета Международного совета музеев (Ukrainian National Committee of The International Council of Museums), член совета Донецкого общества греков им. Ф. Стамбулжи, председатель организации женщин-гречанок.

## Биография
Была методистом Донецкого областного Дома работников культуры. Работала в Обществе книголюбов и управлении культуры.
С 2004 года работает директором Донецкого областного художественного музея.
В марте 2005 года была избрана председателем организации женщин-гречанок.
Организовала в Финляндии три выставки современной украинской керамики и украинской традиционной вышивки.
Вместе с группой государственных служащих Донецкой области прошла стажировку в Оксфорде.
В 2008 году Галину Чумак избрали вице-президентом Всеукраинской общественной организации «Украинский комитет Международного совета музеев (ICOM)». Участвовала в 21-й Генеральной конференции ICOM и 22-й Генеральной ассамблеи ICOM.
Поэтесса.

## Награды
- Заслуженный работник культуры Украины (2010)
- Почетная грамота Кабинета Министров Украины (2004)[3]
- диплом председателя комитета Верховного Совета Украины по вопросам культуры и духовности «За вагомий внесок у розвиток української культури та мистецтва»[3]
- грамота Блаженнейшего Владимира, Митрополита Киевского и всея Украины, Предстоятеля Украинской православной церкви[3]
- диплом председателя комитета Верховного Совета Украины по вопросам европейской интеграции «За високу національну гідність, патріотизм та значний внесок у розбудову української держави»[3]